# Schaal Sels 1996
La Schaal Sels 1996, settantunesima edizione della corsa, si svolse il 26 agosto 1996 su un percorso di 178 km, con arrivo a Merksem. Fu vinta dal belga Glenn D'Hollander della Vlaanderen 2002-Eddy Merckx davanti ai suoi connazionali Johan Verstrepen e Werner Van Rompaey.

## Ordine d'arrivo (Top 10)
| Pos. | Corridore          | Squadra                     | Tempo    |
| ---- | ------------------ | --------------------------- | -------- |
| 1    | Glenn D'Hollander  | Vlaanderen 2002-Eddy Merckx | 4h11'39" |
| 2    | Johan Verstrepen   | Vlaanderen 2002-Eddy Merckx |          |
| 3    | Werner Van Rompaey |                             |          |
| 4    | Kristof Trouve     |                             |          |
| 5    | Geert Omloop       |                             |          |
| 6    | Renaud Boxus       |                             |          |
| 7    | Eddy Vancraeynest  |                             |          |
| 8    | Gert Willocx       |                             |          |
| 9    | Frank Maes         |                             |          |
| 10   | Kris Matthijs      |                             |          |